# Michał Bąkowski
Michał Bąkowski (ur. 1991 w Gdańsku) – polski prawnik i urzędnik państwowy, w latach 2020–2021 wicewojewoda pomorski.

## Życiorys
Syn prawnika Tomasza Bąkowskiego. Absolwent Wydziału Prawa i Administracji Uniwersytetu Gdańskiego. W 2015 został pracownikiem naukowym tej uczelni w Katedrze Postępowania Administracyjnego i Sądowoadministracyjnego. Zawodowo pracował jako prawnik. Związał się z Solidarną Polską, z jej rekomendacji 27 maja 2020 powołano go na nowo utworzone stanowisko drugiego wicewojewody pomorskiego. 21 grudnia 2021 został odwołany ze stanowiska.